# G Herbo
G Herbo, de son vrai nom Herbert Randall Wright III (né le 8 octobre 1995 à Chicago dans l'Illinois), est un rappeur américain.

## Biographie
Wright grandit dans le quartier de Terror Town à Chicago, connu pour son taux de violence et les activités de gangs. Il se fait remarquer en 2012, en postant sur la plateforme YouTube, le titre Kill Shit en featuring avec son ami de longue date Lil Bibby. Tous deux gagnent en popularité à la suite d'un tweet du rappeur Drake, dans lequel il les appelle « le futur ».
G Herbo est nommé dans la XXL Freshman Class 2016.
En 2023, il sort la chanson My City en featuring avec 24kGoldn et Kane Brown pour la soundtrack du film Fast & Furious 10

## Discographie

### Album studio
- 2020 : PTSD

### Mixtapes
- 2012 : Road to Fazoland
- 2013 : Road 2 Riches
- 2014 : Welcome to Fazoland
- 2014 : Pistol P Project (PPP)
- 2015 : Ballin Like I'm Kobe
- 2016 : Strictly 4 My Fans
- 2017 : Humble Beast
- 2018 : Swervo
- 2019 : Still Swervin